# Гавја
Гавја (литв. Gauja; блр. Гаўя; рус. Гавья) белоруско-литванска је река и десна притока реке Њемен (део басена Балтичког мора). Протиче преко територија Гродњенске области Белорусије и Округа Вилњус Литваније.
Гавја извире у северном делу Ашмјанског побрђа у Литванији (код села Лушкани), а у средњем и доњем делу тока тече преко Њеменске низије (преко Ијевског рејона) и улива се у реку Њемен на 713. км од њеног ушћа.
Укупна дужина водотока је 100 km, од чега је на територији Белорусије 68 km. Површина сливног подручја је 1.680 km², а просечан проток у зони ушћа је око 13,6 m³/s. Наплавна обална равница је ширине до 900 метара. Обале су углавном под шумама мешаног типа.
Највећа притока је река Жижма.